# Donna Woolfolk Cross
Pour les articles homonymes, voir Cross.
Œuvres principales
Pope Joan
Donna Woolfolk Cross, née en 1947, est un écrivain américain.

## Biographie
Elle est la fille de Dorothy Woolfolk (en) et William Woolfolk.

## Œuvres

### Non-fiction
- Word Abuse: How the Words We Use Use Us (1979)[1]
- Daddy's Little Girl: The Unspoken Bargain Between Fathers and Their Daughters (1983)
- Mediaspeak: How Television Makes Up Your Mind (1984)
- Speaking of Words: A Language Reader (1986)

### Roman
- Pope Joan (1996)

- traduit en français sous le titre La papesse Jeanne par Hubert Tézenas, Paris, Presses de la Cité, 1998, 564 p.  (ISBN 2-258-04573-8)

## Adaptation cinématographique
- La Papesse Jeanne « Die Päpstin », de Sönke Wortmann, 2010